# Arachniodes dimorphophyllum
Arachniodes dimorphophyllum là một loài thực vật có mạch trong họ Dryopteridaceae. Loài này được (Hayata) Ching miêu tả khoa học đầu tiên năm 1962.